# Auge (grekisk mytologi)
Auge, "den strålande",  var dotter till kung Aleos av Tegea och prästinna hos Athena. Hemligen födde hon åt Herakles en son, som hon dolde i templet och som fick namnet Telefos, ”den fjärran lysande". Efter ett tag upptäckte dock Aleos att hon hade ett barn, och skickade henne ut på havet för att dränkas men blev i stället förd till Mysien, vars kung, Teuthras, upphöjde henne till sin drottning.
Telefos sattes ut  på Parthenonberget där han föddes upp av Artemis heliga hind. När han vuxit upp finner han sin mor och blir Teuthras efterträdare.
Sagan behandlades flitigt av de grekiske sorgespelsförfattarna. 